# DBC Pierre
DBC Pierre, de son vrai nom Peter Finlay, est un écrivain australien né en 1961 à Old Reynella (en) en Australie et vivant en Irlande.
DBC (normalement écrit sans ponctuation) signifie "Dirty But Clean". "Pierre" est un surnom que lui ont donné ses amis d'enfance d'après un personnage de bande dessinée du même nom[réf. nécessaire].
Pierre a obtenu le prix Booker pour la fiction, le 14 octobre 2003 pour son roman Vernon God Little (publié en français sous le titre Le Bouc hémisphère)[réf. nécessaire]. Il est le troisième australien à l'avoir reçu, mais il a dit à la presse britannique qu'il préfère se considérer comme mexicain[réf. nécessaire].

## Œuvres
- Le Bouc hémisphère (2003)
- Whoosh ! (2010)
- En attendant Ludmila (2012)